# Resolució 511 del Consell de Seguretat de les Nacions Unides
La Resolució 511 del Consell de Seguretat de les Nacions Unides, fou aprovada el 18 de juny de 1982. Després de recordar les resolucions anteriors sobre el tema, en particular les resolucions 508 (1982) i 509 (1982), i considerant un informe del Secretari General de les Nacions Unides sobre la Força Provisional de les Nacions Unides al Líban (UNIFIL), el Consell va decidir prorrogar el seu mandat per uns altres dos mesos, que acaben el 19 d'agost de 1982.
El Consell llavors va convidar a totes les parts interessades a que cooperessin plenament amb la Força i que el Secretari General mantingués informat regularment al Consell sobre la situació.
La resolució 511 va ser aprovada per 13 vots contra cap, mentre que la República Popular de Polònia i Unió Soviètica es van abstenir de votar.